# Врло високе фреквенције
Врло високе фреквенције (енгл. VHF, Very high frequency) су радио фреквенције у опсегу од 30 MHz до 300 MHz. Ове фреквенције су одмах изнад високих фреквенција (HF), а следеће више фреквенције су познате као Ултра високе фреквенције (UHF). Доделу фреквенција врши ITU.